# Albert Stoessel
Albert Stoessel   (Saint Louis, 11 d'octubre de 1894 - Nova York, 12 de maig de 1943) fou un compositor, violinista i director d'orquestra estatunidenc.
Va néixer a St. Louis, Missouri, el 1894. Va estudiar música a la "Hochschule" de Berlín com a alumne d'Emanuel Wirth i Willy Hess. Als 19 anys va iniciar la seva carrera professional tocant amb el quartet "Hess String" i va actuar com a solista de violí a Suïssa, Països Baixos i Alemanya. Va tornar als Estats Units el 1915 per a una gira de concerts, va aparèixer amb l'Orquestra Simfònica de Saint Louis i l'Orquestra Simfònica de Boston, i va viure a Boston fins al 1917 mentre exercia la seva carrera com a violinista i compositor.
Stoessel es va allistar a l'exèrcit dels Estats Units el 1917, convertint-se en tinent a la 301ª Força Expedicionària nord-americana i líder de la banda regimental de Camp Devens. Stoessel es va dirigir a França el 1918 amb la 76a Divisió com a director de banda de la 301a. Es va convertir en director de l'Escola de Bandes de Mestres de la AEF de Chaumont, França, organitzada per Walter Damrosch.
Després de la seva baixa en l'exercit el 1919, Stoessel va actuar com a solista amb l'Orquestra Simfònica de Boston i va comptar amb la darrera gira d'Enrico Caruso. El 1921 es va convertir en subdirector de l'"Oratorio Society" de Nova York sota Walter Damrosch. Durant set anys, a partir del 1923, va ser el cap del departament de música de la Universitat de Nova York, del qual va obtenir el màster el 1924. Va sortir a convertir-se en director dels departaments d'òpera i orquestra de la "Juilliard Graduate School of Music". el 1931. Va convertir-se en director del Festival de Worcester de l'Associació Musical del Comtat de Worcester (Massachusetts) el 1925 i va dirigir el Festival Westchester a White Plains, Nova York, de 1927 a 1933. Stoessel va començar a treballar amb la Institució Chautauqua el 1921 com a director d'orquestra i el 1929 va ser nomenat Director musical.
Albert Stoessel va compondre l'òpera Garrick el 1936, va escriure un tractat el 1919 titulat The Technique of the Baton i va compondre diverses peces de violí, piano, coral i orquestra. La seva dona, Julia Pickard Stoessel, també havia estat estudiant de violí a Berlín. Es van casar el 27 de juny de 1917 i van tenir dos fills, Edward i Fredric.
Va dirigir l'estrena dels Estats Units del Concert per a piano a D flat d'Aram Khatxaturian, el 14 de març de 1942, amb la solista Maro Ajemian i la Juilliard Graduate School.
Va ser durant un escenari dirigint una orquestra per a l'Acadèmia Americana de les Arts i les Lletres a Nova York, quan Stoessel va morir d'un atac de cor el 12 de maig de 1943. Un dels seus notables estudiants va ser Robert Talbot.

## Treballs
- American Dance No. 1 en re menor. (Núm. 2 a E. für violí i piano) / 1917
- Beat! bateu! Tambors (Cançó de quatre parts, paraules de W. Whitman) / 1922
- Boston's own. Març. Piano Solo / 1918
- Campanes de Nadal. / 1933
- Taula comparativa de claves
- Composicions. Op. 8. núm. 1. boletaire. 2. Humoresc ... (violí i piano) / 1916
- Concert Grosso / 1935
- Crinolina. Minuet, etc. (violí i piano) / 1916
- Cyrano de Bergerac. Un retrat simpàtic. Per a orquestra / 1931
- Early Americana
- Garrick, òpera (1936)
- Himne a Diana. Esbós
- Short studies in double stopping, per al violí a través de totes les claus. / 1940.
- Suite Antiga (per a 2 violins i piano) / 1924
- The Technique of the Baton (1919; originalment escrit per a les seves classes a Chaumont)
- Virginia Reel